# Eastgate (Washington)
Eastgate és una concentració de població designada pel cens dels Estats Units a l'estat de Washington. Segons el cens del 2000 Census tenia 4.558 habitants.

## Demografia
Segons el cens del 2000, Eastgate tenia 4.558 habitants, 1.708 habitatges, i 1.233 famílies. La densitat de població era de 1.396,7 habitants per km².
Dels 1.708 habitatges en un 32,4% hi vivien nens de menys de 18 anys, en un 59,2% hi vivien parelles casades, en un 8,5% dones solteres, i en un 27,8% no eren unitats familiars. En el 18,7% dels habitatges hi vivien persones soles el 4,9% de les quals corresponia a persones de 65 anys o més que vivien soles. El nombre mitjà de persones vivint en cada habitatge era de 2,66 i el nombre mitjà de persones que vivien en cada família era de 3,04.
Per edats la població es repartia de la següent manera: un 23,9% tenia menys de 18 anys, un 6,9% entre 18 i 24, un 34,9% entre 25 i 44, un 23,2% de 45 a 60 i un 11,1% 65 anys o més.
L'edat mediana era de 37 anys. Per cada 100 dones de 18 o més anys hi havia 103,6 homes.
La renda mediana per habitatge era de 65.598 $ i la renda mediana per família de 67.288 $. Els homes tenien una renda mediana de 52.090 $ mentre que les dones 37.547 $. La renda per capita de la població era de 29.878 $. Aproximadament el 0,8% de les famílies i el 3,4% de la població estaven per davall del llindar de pobresa.

## Poblacions més properes
El següent diagrama mostra les poblacions més properes.